# Sultan Abu Ishaq
Sultan Abu Ishaq ibn Sultan Uways ibn Shah Shuja ibn Mubariz al-Din Muhammad (nascut 1356 +1393) fou un poeta u príncep muzaffàrida, governador de Sirjan (Kirman occidental) fins a la seva execució per ordre de Tamerlà el 1393.
Era fill de Sultan Uways (+ 1380) al seu torn el fill gran (però no l'hereu) de Shah Shuja. Res se sap dels seus primers anys. El 1390, era un home de mitjana edat (uns 34 anys), poeta estimat pel poble, i apareix exercint el govern de Sirjan, la clau occidental del Kirman, província que en aquell moment governava Imad al-Din Sultan Ahmad, germa del seu avi Shah Shuja. En aquell any (1389/1390) bva rebre missatgers de Mubariz al-Din Shah Yahya de Yadz, demanant una aliança que es va produir. La finalitat era la conquesta de Kirman per Shah Yahya (que havia perdut Siraz i Esfahan i només retenia Yadz). Sultan Abu Ishaq va trencar els seus llaços amb Kirman i va actuar com un governador independent no supeditat al de Kirman.
Shah Yahya va sortir de Yadz cap a Anat (a mig camí entre Yazd i Sirjan) amb la intenció de sotmetre Kirman, saquejant per on passava fins que va arribar a Nug. Sultan Ahmad de Kirman i el seu germà petit Sultan Baiazid van començar la seva marxa per oposar-se al invasor. Shah Yahya des de Nug es va dirigir a Baft on es va reunir amb Sultan Abu Ishaq i les forces de Sirjan. Tots es van preparar per la batalla. En aquest moment va arribar a Kirman un ambaixador procedent de la cort de Tamerlà i va intentar una reconciliació, que no va reeixir. La batalla es va lliurar el 23 d'abril de 1390 prop de Baft. Shah Yahya fou derrotat i va fugir cap a Yadz mentre Sultan Abu Ishak es va retirar i fortificar a Sirjan. Sultan Ahmad va proclamar la victòria i va enviar els caps del morts a Kirman, dirigint-se cap a Sirjan que va capitular al cap de pocs dies. Sultan Abu Ishaq va jurar obediència i fidelitat a Sultan Ahmad i fou perdonat recuperant el favor del seu oncle i sent restaurat com a governador de Sirjan. Amir Hajji Shah, germà de la mare d'Abu Ishaq, considerat responsable de la rebel·lió, fou empresonat breument i finalment executat (setembre/octubre de 1390).
El 1392 Shah Mansur de Shiraz, a base de favors i regals, va obtenir l'aliança de Sultan Abu Ishaq. A Kirman Sultan Ahmad va rebre informacions de que un dels notables, Pahlawan Qutb al-Din Haydar, intrigava amb Sultan Abu Ishaq i el va fer matar (probablement l'acusació no tenia fonament).
El 1393 quan ja Tamerlà era a Siraz i Shah Mansur havia mort en la lluita, Sultan Abu Ishaq ibn Uways ibn Shah Shuja va deixar un servent anomenat Gudarz a càrrec del castell de Sirjan, i ell mateix es va dirigir a veure al conqueridor. Però aquest va ordenar encadenar al príncep igual que a altres prínceps. Poc després el va fer matar igual que a un total de 18 prínceps muzaffàrides joves i grans.